# Ron Johnson (basket-ball)
Pour les articles homonymes, voir Ron Johnson.
Ronald F. Johnson, né le 20 juillet 1938 à Hallock, dans le Minnesota, et mort le 1er février 2015 à Saint Cloud, dans le même État, était un ancien joueur américain de basket-ball.

## Biographie

### Carrière lycéenne
Ron Johnson joua au lycée de New Prague, dans le Minnesota, où il devint le premier joueur de basket-ball de lycée du Minnesota à marquer plus de 2000 points en carrière (2190 points) quand il obtint son diplôme en 1956. 

### Carrière universitaire
En tant que junior aux Golden Gophers du Minnesota, Johnson fut sélectionné dans la troisième équipe d'AP All-American. Dans sa saison senior, Ron fut sélectionné dans la troisième équipe NABC All-American. Il a joua dans le All-Star Game d'universités est-ouest au Madison Square Garden, à New York, en 1960. Johnson termina sa carrière universitaire avec 1 335 points marqués (19,7 points par moyenne par match). 

### Courte carrière NBA
Johnson fut sélectionné par les Detroit Pistons avec le 12ème choix et au deuxième tour de la draft 1960 de la NBA. Le 15 décembre 1960, il fut échangé par les Pistons aux Los Angeles Lakers. Au cours de sa seule saison NBA, Ron marqua en moyenne 2,6 points et prit 2,1 rebonds par match. 
Ron Johnson, qui fut plus tard avocat à Saint Cloud, dans le Minnesota, décède d'un anévrisme le 1er février 2015. Il avait 76 ans.